# As Mulheres Que Dão Certo
As Mulheres Que Dão Certo é um filme brasileiro de 1976, com direção de Lenine Otoni e Adnor Pitanga.

## Elenco[2]
- Meiry Vieira ...Amália
- Sílvia Martins ...Denise
- Tony Ferreira ...Raul
- Jotta Barroso ...Professor Isidoro
- Nena Napoli ...Sogra de Raul
- Paulo Pinheiro ...Blandino
- Orlandivo ...Genival
- Martha Anderson ...Rosa
- Humberto Catalano ...Dr. Magalhães
- Fernando Reski ...Napoleão
- Suzy Arruda
- Luiz Magnelli
- David Pinheiro
- Maurício Nabuco
- Kathleen Campos
- Ivone Gomes… (segmento "Crime e Castigo")